# Gina McKee
Gina McKee, född 14 april 1964 i Sunderland, är en brittisk skådespelare. McKee är bland annat känd för roller som Bella i filmen Notting Hill och Irene Forsyte i TV-serien Forsytesagan samt som Catarina Sforza i serien The Borgias.

## Filmografi i urval
- 1998 – Croupier
- 1999 – Notting Hill
- 2000 – Det finns bara en Jimmy Grimble
- 2002 – Ya-Ya flickornas gudomliga hemligheter
- 2002–2003 – Forsytesagan (TV-serie)
- 2004 – Mickybo and Me
- 2005 – MirrorMask
- 2006 – Tsunamin: Efter vågen (TV-film)
- 2007 – The Old Curiosity Shop (TV-film)
- 2009 – In the Loop
- 2011–2013 – The Borgias (TV-serie)
- 2011 – Ett fall för Vera (TV-serie)
- 2017 – Phantom Thread
- 2018 – Bodyguard (TV-serie)